# 해남 덕송리 황조별묘
해남 덕송리 황조별묘는 대한민국 전라남도 해남군 산이면에 있다. 2003년 11월 24일 해남군의 향토문화유산 제10호로 지정되었다.

## 개요
산이면에 위치한 황조별묘는 정유재란(丁酉再亂)시 명나라에서 조선 구원군 수군도독으로 왔던 진린(陳璘)장군과 후손들의 위패를 모시고 향사(享詞)하는 곳이다. 진린은 군선 500여척을 이끌고 와서 고금도, 녹도, 금당도 등에서 이충무공과 함께 왜적을 방어하였으며, 이충무공이 노량해전에서 전사하자 그의 죽음을 애석해하며 제문을 짓기도 하였다. 이곳이 진린과 관련된 것은 진린의 손자인 진영소(陳泳素 1644~?)가 명이 멸망하면서 진린의 유지에 따라 중국의 광주(廣州)로부터 관왕묘(關王廟)가 있는 고금도에 이주하여 거소를 정한데서 비롯된다. 그 뒤 진영소의 아들인 석권(碩權)과 윤권(允權)은 해남으로 이거하여 살며 명의 유민이란 뜻으로 황조동(皇朝洞)이라 하였다. 1679년(숙종5) 진린을 모시는 단을 만들어 제향하다가 1871년(고종8) 별묘를 건립하였다. 그후 1960년에 소슬 3문을 신축하였고 1976년과 1983년에 중·개수하여 현재에 이르고 있다.

## 같이 보기
- 진린